# Only One (Kanye West)
Only One è un singolo del cantante statunitense Kanye West, registrato insieme al musicista inglese Paul McCartney. La canzone è stata pubblicata nel dicembre 2014.
Il videoclip del brano è stato diretto da Spike Jonze.
La canzone fu scritta dagli artisti Noah Goldstein, Mike Dean e Kirby Lauryen. Si tratta di un omaggio alla figlia di West, North, ed è cantata come un messaggio a Kanye dalla prospettiva della sua ultima madre, Donda West. McCartney compare nella traccia in veste di musicista e nei cori elettronicamente modificati, ma non canta nessuna parte vocale principale.

## Tracce
1. Only One (featuring Paul McCartney) – 4:42